# Iwantschuk – Jussupow, Brüssel 1991
Iwantschuk – Jussupow, Brüssel 1991 war eine Schachpartie, in der Schwarz unter großem Materialopfer mit Hilfe eines ungewöhnlichen Turmmanövers gewann. Sie enthält eine der bekanntesten Kombinationen.
Die Partie wurde 1991 in Brüssel zwischen dem 22-jährigen Zweiten der Weltrangliste Wassyl Iwantschuk mit Weiß und dem 31-jährigen Artur Jussupow mit Schwarz gespielt. Es handelt sich um die neunte Partie des Viertelfinalmatches im Kandidatenturnier zur Schachweltmeisterschaft 1993. Der Spielstand nach acht Partien mit einer regulären Bedenkzeit betrug 4:4 (+2 =4 −2). Nun wurden Partien mit einer verkürzten Bedenkzeit von 45 Minuten für 60 Züge angesetzt.

## Partie
1. c2–c4 e7–e5
2. g2–g3 d7–d6
3. Lf1–g2 g7–g6
4. d2–d4
Mit diesem Zug lenkt Weiß das Spiel über in die Fianchetto-Variante der Königsindischen Verteidigung, E 67.
4. … Sb8–d7
5. Sb1–c3 Lf8–g7
6. Sg1–f3 Sg8–f6
7. 0–0 0–0
8. Dd1–c2 Tf8–e8
9. Tf1–d1 c7–c6
10. b2–b3 Dd8–e7
11. Lc1–a3 e5–e4
12. Sf3–g5 e4–e3
13. f2–f4 Sd7–f8
14. b3–b4 Lc8–f5
15. Dc2–b3 h7–h6
16. Sg5–f3 Sf6–g4
17. b4–b5 g6–g5
18. b5xc6 b7xc6
19. Sf3–e5 g5xf4
20. Se5xc6 De7–g5
21. La3xd6 Sf8–g6
22. Sc3–d5 Dg5–h5
23. h2–h4 Sg6xh4
24. g3xh4 Dh5xh4
25. Sd5–e7+ Kg8–h8
26. Se7xf5 Dh4–h2+
27. Kg1–f1 Te8–e6
Besser gefiel Jussupow im Nachhinein 27. … Lg7–f6! mit der möglichen Folge 28. Td1–d3 Lf6–h4 29. Td3xe3 Lh4–f2 30. Te3xe8+ Ta8xe8 31. e2–e4 Dh2–g1+ 32. Kf1–e2 Dg1xg2 und Schwarz hat Angriff.
28. Db3–b7?
Weiß versäumt die Kontrolle des Feldes g6 durch 28. Sc6–e7!. Nach 28. … Te6xe7 29. Sf5xe7 Dh2–g3 30. Kf1–g1 würde das Spiel ebenfalls in einem Remis durch Zugwiederholung enden.
| Iwantschuk – Jussupow \| \| a \| b \| c \| d \| e \| f \| g \| h \| \| \| 8 \| \| \| \| \| \| \| \| \| 8 \| \| 7 \| \| \| \| \| \| \| \| \| 7 \| \| 6 \| \| \| \| \| \| \| \| \| 6 \| \| 5 \| \| \| \| \| \| \| \| \| 5 \| \| 4 \| \| \| \| \| \| \| \| \| 4 \| \| 3 \| \| \| \| \| \| \| \| \| 3 \| \| 2 \| \| \| \| \| \| \| \| \| 2 \| \| 1 \| \| \| \| \| \| \| \| \| 1 \| \| \| a \| b \| c \| d \| e \| f \| g \| h \| \| Stellung nach dem 28. Zug von Weiß |   |   |   |   |   |   |   |   |   |
| | a | b | c | d | e | f | g | h |   |
| 8 |   |   |   |   |   |   |   |   | 8 |
| 7 |   |   |   |   |   |   |   |   | 7 |
| 6 |   |   |   |   |   |   |   |   | 6 |
| 5 |   |   |   |   |   |   |   |   | 5 |
| 4 |   |   |   |   |   |   |   |   | 4 |
| 3 |   |   |   |   |   |   |   |   | 3 |
| 2 |   |   |   |   |   |   |   |   | 2 |
| 1 |   |   |   |   |   |   |   |   | 1 |
| | a | b | c | d | e | f | g | h |   |

28. … Te6–g6!!
Schwarz stellt die Mattdrohung 29. … Dh2–h1+ 30. Lg2xh1 Sg4–h2+ 31. Kf1–e1 Tg6–g1# auf und lässt dafür das Schlagen des Turmes auf a8 unter Schachgebot zu.
29. Db7xa8+ Kh8–h7
30. Da8–g8+!
Unter Preisgabe der Dame findet Weiß eine Möglichkeit, den Turm auf g6 zu erobern.
30. … Kh7xg8
31. Sc6–e7+ Kg8–h7
32. Se7xg6 f7xg6
33. Sf5xg7 Sg4–f2!
Das Manöver Sg4–f2–h3 mit der Drohung Dh2–g1# ist entscheidend.
34. Ld6xf4 Dh2xf4
35. Sg7–e6 Df4–h2
36. Td1–b1 Sf2–h3
37. Tb1–b7+ Kh7–g8
38. Tb7–b8+ Dh2xb8
39. Lg2xh3 Db8–g3
Weiß gab auf.

## Folgen der Partie
Jussupow, dessen Ehefrau wenige Tage vor Matchbeginn eine Tochter geboren hatte, konnte die zweite Schnellpartie remis gestalten und damit das Match 5,5:4,5 für sich entscheiden. Im Halbfinale des Kandidatenturnieres traf Jussupow auf Jan Timman und unterlag dort mit 4:6.
Die Partie wurde im Schachinformator 52 durch neun Experten mit 86 von 90 möglichen Punkten zur besten des mittleren Jahresdrittels 1991 gekürt. Im Jahre 1996 wurde sie überdies von einer Großmeisterjury zur zweitbesten und von den Lesern der Zeitschrift zur Besten der seit 1966 veröffentlichten Partien gewählt.